# Jørgen Bo

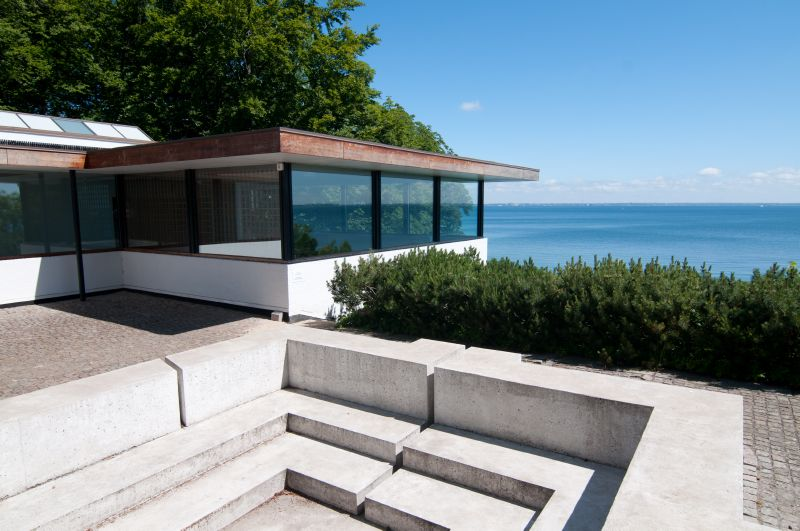
Louisiana Museum of Modern Art

Jørgen Bo (* 8. April 1919 in Kopenhagen; † 9. Juli 1999) war ein dänischer Architekt. 
Zusammen mit Vilhelm Wohlert entwarf er 1957 unter anderem das Louisiana Museum of Modern Art in Humlebæk sowie 1983 das Kunstmuseum Bochum, 1993 das Gustav-Lübcke-Museum in Hamm/Westfalen und die dänische Botschaft in Brasilien. 1983 erhielt er die C.F. Hansen Medaille.